# Зенджирли
Зенджирли (тур. Zincirli) — поселение в Турции к северо-востоку от залива Искендерун, в верховьях р. Карасу.
В этом районе в IX—VIII вв. до н. э. находилось хеттско-арамейское царство. Рядом располагаются развалины древнего Самаля — древнего города и государства.
Во время раскопок под руководством Ф. Лушана, начатых в конце XIX века, был обнаружен дворец, украшенный барельефами и сиро-хеттской скульптурой, а также мощные укрепления и дома.